# Udo Bintz
Udo Bintz (* 17. Januar 1903 in Hamburg; † 9. April 1979) war ein deutscher Verleger und Herausgeber.

## Leben
Udo Bintz wuchs in Berlin auf und ließ sich in Dessau und Amsterdam zum Verlagskaufmann ausbilden; in den USA lernte er den Ullstein Verlag kennen und wurde für das Verlagshaus tätig. Während der Kriegsjahre war er in der Abteilung für Öffentlichkeitsarbeit der Firma Bayer AG in Leverkusen tätig. 
Mit einer Lizenz der amerikanischen Militärregierung wurde er 1947 alleiniger Lizenzträger der „Offenbach Post“. 1955 fusionierte der eigene Bintz-Verlag mit der Seibold'schen Druckerei Dohany zur „Bintz-Verlag GmbH und Dohany Druck oHG“ und firmierte später unter dem Namen Verlag Bintz-Dohany. Anfang der 1970er Jahre übergab er den Verlag seinem Sohn Peter Udo Bintz als „Pressehaus Bintz-Verlag GmbH & Co. KG“. Er war zudem Gesellschafter der Deutschen Presse-Agentur (dpa).
Bintz war seit 1960 Königlich-Griechischer Honorarkonsul. 1968 wurde er mit dem Großen Verdienstkreuz des Verdienstordens der Bundesrepublik Deutschland geehrt.